# Plum City

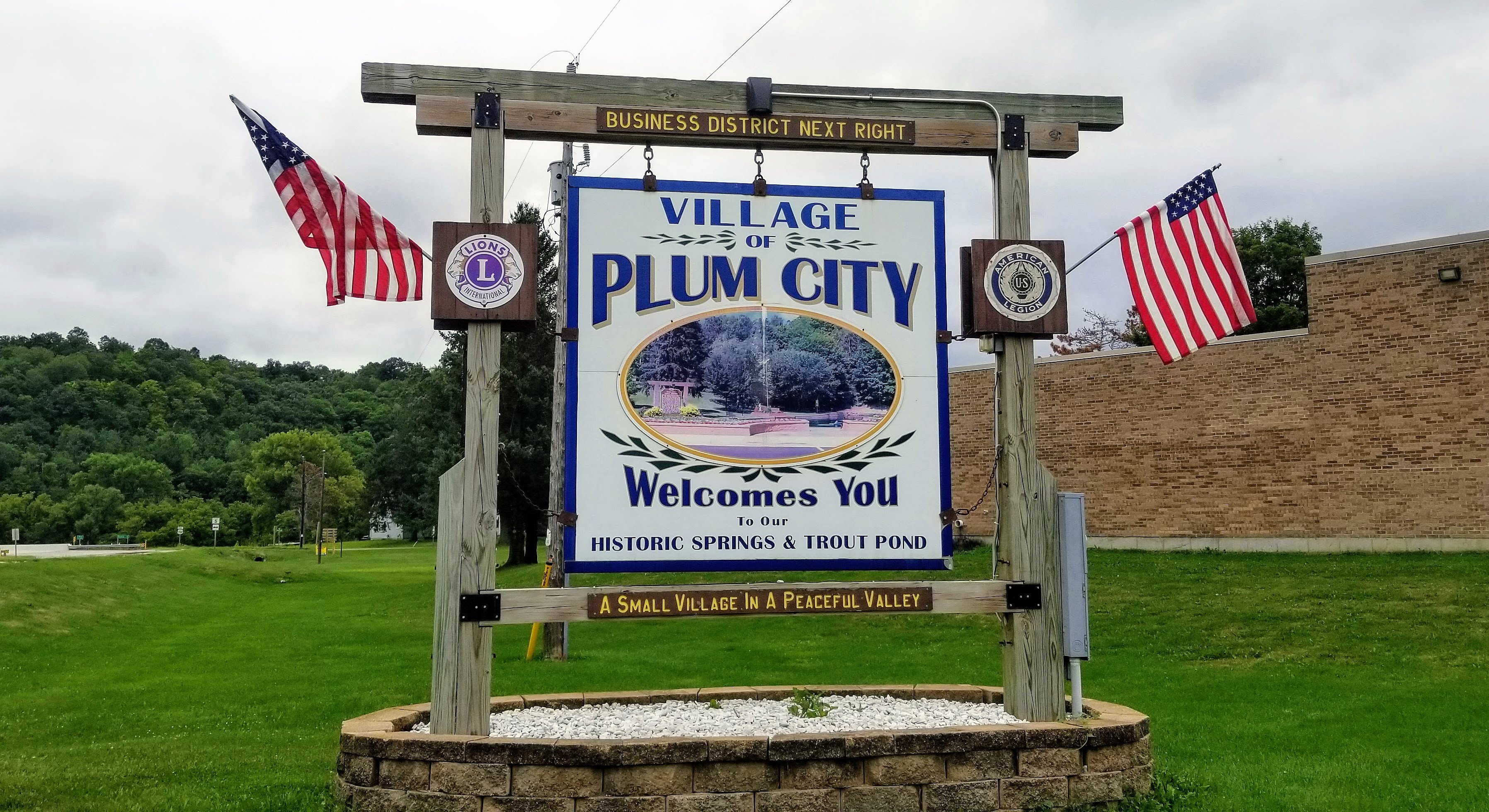
Placa de bem vindo a Plum City

Plum City é uma vila localizada no estado norte-americano de Wisconsin, no Condado de Pierce.

## Demografia
Segundo o censo norte-americano de 2000, a sua população era de 574 habitantes.
Em 2006, foi estimada uma população de 573, um decréscimo de 1 (-0.2%).

## Geografia
De acordo com o United States Census Bureau tem uma área de
2,5 km², dos quais 2,5 km² cobertos por terra e 0,0 km² cobertos por água. Plum City localiza-se a aproximadamente 249 m acima do nível do mar.

## Localidades na vizinhança
O diagrama seguinte representa as localidades num raio de 24 km ao redor de Plum City.